# Estadio Antonio Domínguez Alfonso
El estadio olímpico municipal Antonio Domínguez Alfonso es un estadio multiusos ubicado en Playa de Las Américas, en el municipio de Arona (Santa Cruz de Tenerife) España. Tiene capacidad para 7500 espectadores en grada y de más de 27 000 en conciertos. Es propiedad del Ayuntamiento de Arona y en él disputa sus encuentros como local el Club Deportivo Marino que además tiene sus oficinas en este recinto. También acoge competiciones de atletismo.
Este recinto deportivo, que fue inaugurado el 7 de septiembre de 1969 con un triangular entre el Atlético Granadilla, Atlético Alcalá y el Club Deportivo Marino, lleva este nombre en honor a Antonio Domínguez Alfonso. Este era el propietario de los terrenos y se los cedió al Marino para que, en ellos, se construyera su estadio. Cuenta con un campo anexo, inaugurado el 24 de noviembre de 1998.